# Aechmea moorei
Aechmea moorei är en gräsväxtart som beskrevs av Hans Edmund Luther. Aechmea moorei ingår i släktet Aechmea och familjen Bromeliaceae. Inga underarter finns listade i Catalogue of Life.